# سلطان أباد تنبلي (نجف أباد)
سلطان أباد تنبلي (بالفارسية: سلطان‌آباد تنبلی) هي قرية تقع في إيران في Najafabad Rural District.